# Philip Jones Griffiths
Philip Jones Griffiths (18 tháng 2 năm 1936 – 19 tháng 3 năm 2008) là một nhà báo ảnh người xứ Wales nổi tiếng vì đã đưa tin về chiến tranh Việt Nam.

## Tiểu sử
Jones Griffiths được sinh ra tại Rhuddlan, xứ Wales, có cha là Joseph Griffiths, làm quản lý tại cục vận tải địa phương trực thuộc London, Midland and Scottish Railway, mẹ ông là Catherine Jones, một nữ y tá của quận Rhuddlan, mở một phòng khám phụ khoa nhỏ tại nhà. Ông đã theo học ngành dược tại Liverpool rồi làm quản lý đêm tại một chi nhánh của hãng dược Boots UK trên đường Piccadilly của thủ đô Luân Đôn, cùng lúc ông làm nhiếp ảnh gia thời vụ cho tờ Manchester Guardian.

## Sự nghiệp
Griffiths trở thành nhà báo ảnh tự do toàn thời gian từ năm 1961 cho báo The Observer, tới Algérie năm 1962. Ông đến Việt Nam năm 1966 và làm việc cho Magnum Photos
Là một người phản đối chiến tranh leo thang ở Việt Nam, có cảm tình với chủ nghĩa xã hội nên các bức hình của ông phần lớn xoay quanh những nỗi đau đớn mà người dân Việt Nam phải hứng chịu và phản ánh quan điểm của ông về cuộc chiến như một chương tiếp theo trong quá trình phi thực dân hoá các cựu thuộc địa của châu Âu.
Các bài viết của ông không gây được sự chú ý với các tờ báo lớn của Mỹ. Tuy nhiên rốt cuộc cũng có một tin sốt dẻo của ông thu hút sự quan tâm từ báo chí Mỹ, đó là những bức ảnh chụp Jackie Kennedy đi nghỉ lễ với một người bạn nữ tại Campuchia. Nhuận bút từ những bức ảnh đó đã cho phép ông tiếp tục công việc đưa tin về Việt Nam và xuất bản Vietnam Inc. năm 1971.
Tổng thống Việt Nam Cộng hòa Nguyễn Văn Thiệu đã chỉ trích những tác phẩm của Griffiths, nói rằng cái tên Griffiths đứng đầu trong danh sách những người ông không muốn có mặt trên đất nước của mình.
Năm 1973 ông đưa tin về chiến tranh Yom Kippur. Sau đó ông làm việc tại Campuchia từ 1973 đến 1975. Năm 1980 ông trở thành chủ tịch của Magnum Photos và giữ cương vị này trong vòng 5 năm.